# Cecidomyia amyotii
Cecidomyia amyotii är en tvåvingeart som först beskrevs av Gehin 1861.  Cecidomyia amyotii ingår i släktet Cecidomyia och familjen gallmyggor.
Artens utbredningsområde är New York. Inga underarter finns listade i Catalogue of Life.